# Bundesverband Deutscher Versicherungskaufleute

Logo

Der Bundesverband Deutscher Versicherungskaufleute e. V. (BVK) ist ein Berufsvertretungs- und Unternehmerverband der selbständigen Versicherungs- und Bausparkaufleute.

## Geschichte
Die Gründung erfolgte 1901. Zwischen 1934 und 1945 hieß er Fachgruppe Versicherungsvertreter und Versicherungsmakler. 1945–1960 hieß der Verband Wirtschaftsverband Versicherungsvermittlung. 1960 erfolgte die Umbenennung in die heutige Bezeichnung. Seit 1977 gehört zu den Aufgaben des Verbandes auch die Interessenwahrnehmung der Bausparkassenvertreter. 1998 wurde das Gemeinsame Haus gegründet, in dem BVK, der Arbeitskreis Vertretervereinigungen der Deutschen Assekuranz (AVV) und Vertretervereinigungen zusammenarbeiten.

## Mitgliedschaft
Mitglied im BVK kann jeder werden, der hauptberuflich und selbständig als Versicherungs- oder Bausparvermittler tätig ist und die Berufsregeln des Verbandes anerkennt und seine Leitlinien achtet. Dies beinhaltet Einfirmenvertreter, Mehrfachagenten und Makler. Momentan hat der Verband ca. 13.000 Mitglieder.
Seit Gründung des Gemeinsamen Hauses haben über 60 Vertretervereinigungen die Organmitgliedschaft im BVK erworben.

## Ziele
Ziel des Verbandes ist es, die beruflichen, wirtschaftlichen, rechtlichen und sozialen Belange der selbständigen Versicherungsvermittler wahrzunehmen und zu fördern.

## Aufgaben
- Information von Behörden, Körperschaften, Parteien, Verbänden, Vertretervereinigungen und Presse über berufsständischen Fragen
- Erteilung von Auskünfte und Erstellung von Gutachten
- Bekämpfung des unlauteren Wettbewerbs
- internationale Interessensvertretung des Berufsstandes
- Beratung in Berufsangelegenheiten
- aktive Rechtshilfe für Mitglieder
- Fortbildung